# لاري قينز
لاري قينز (بالإنجليزية: Larry Gains)‏ مواليد 12 ديسمبر 1900 في تورونتو - الوفاة 26 يوليو 1983 في كولونيا، كان ملاكم محترف كندي صنّف ضمن فئة الوزن الثقيل.

## إحصائيات
خاض خلال مسيرته 143 نزالا، فاز في 115 وتعادل في 5 وخسر في 22. فاز بالضربة القاضية في 61 نزالا.

## روابط خارجية
- لاري قينز على موقع بوكس ريك (الإنجليزية) (registration required)
- لاري قينز على موقع قاعة كندا للمشاهير الرياضية (الإنجليزية)